# Starko !
 (décembre 2011).
Si vous disposez d'ouvrages ou d'articles de référence ou si vous connaissez des sites web de qualité traitant du thème abordé ici, merci de compléter l'article en donnant les références utiles à sa vérifiabilité et en les liant à la section « Notes et références ».
Pour plus de détails, voir Fiche technique et Distribution.
Starko ! saison 1, parfois sous-titré Un an dans la peau de Sarko, est un documentaire de 95 minutes, réalisé par Karl Zéro et son épouse Daisy d'Errata, sorti en avril 2008.

## Synopsis
Le documentaire retrace la vie de Nicolas Sarkozy, président de la République française, lors de sa première année de mandat.
Ce film est à la première personne du singulier et donne l'impression que son narrateur en est le président Sarkozy lui-même, grâce à la voix de l’imitateur Michel Guidoni,.
Le film aborde quelques sujets de nature politique comme sa campagne présidentielle, la personnalité de certains de ses partisans, sa relation avec les précédents présidents, mais aussi des sujets personnels comme son divorce d'avec Cécilia Ciganer et son nouveau mariage avec l'ex-mannequin Carla Bruni.

## Commercialisation

### Version française
Karl Zéro opte pour le mode de distribution commerciale qu'il avait utilisé pour Ségo et Sarko sont dans un bateau, à savoir la VOD sur Internet, en supplément du magazine VSD et la vente directe sur le site Starko.fr.

### Version anglaise
Dans sa version anglaise, où la voix de Nicolas Sarkozy est tenue par l'acteur français bilingue Lambert Wilson, le documentaire a dû sortir[Quand ?] aux USA, distribué par le réalisateur Michael Moore.